# Андрокл (син Кодра)
Андрокл (дав.-гр. Ἄνδροκλος) — напівлегендарний ватажок іонійських переселенців, що у XI ст. до н. е. захопили Ефес. За переказами був сином афінського царя Кодра.
Легенда каже, що, Дельфійський оракул повідомив Андроклу, що місце для поселення повинні були вказати риба і дикий кабан. Коли переселенці зійшли на берег, місцеві рибалки смажили рибу. Від іскри, що вилетіла з багаття, зажеврів кущ, з якого тут же вискочив розтривожений кабан. Греки захопили цитадель Ефеса, «шляхетно» дозволивши мешканцям передмістя залишитися жити під нової владою.
Збереглися легенди про війну Андрокла з амазонками, в одну з яких закохався и сам цар, а інші — стали дружинами греків-поселенців. Щоправда, ім'я царської обраниці — Ефесія (що перекладається як «бажана», але водночас співзвучно назві міста) свідчить про етимологічний характер легенди. Перекази приписують Андроклу також завоювання Самоса та участь у війні Прієни проти карійців, під час якої Андрокл загинув.
Був похований на околоці Ефеса. Грецькі мешканці міста вшановували Андрокла як засновника міста.
Павсаній вважав Андрокла засновником роду Басилідів:
| 5. Андрокл, син Кодра, оскільки він був обраний царем іонійців, попливли в Ефес, вигнав з країни лелегів і лідійців, що займали верхнє місто; тим, що жили навколо святилища таких страхів переживати не довелося: вони дали клятву вірності іонійцям і своєю чергою отримали її і від них; таким чином вони уникнули війни. Забрав Андрокл і у жителів Самоса їх острів, і якийсь час Єфесці володіли Самосом та іншими прилеглими островами. - - 6. Коли самосці вже повернулися на свій рідний острів, Андрокл вирушив захищати жителів Прієни проти карійців; грецьке військо перемогло, але Андрокл загинув у тій битві. Забравши з собою тіло Андрокло, ефесці поховали його в своїй землі, там, де ще і в мій час вони показують його могилу біля дороги, що веде з святилища повз Олімпейону до Магнесійских воріт. |